# Ha Chhu
Ha Chhu är ett vattendrag i Bhutan. Det ligger i den västra delen av landet, 29 kilometer sydväst om huvudstaden Thimphu.
I omgivningarna runt Ha Chhu växer i huvudsak blandskog. Runt Ha Chhu är det glesbefolkat, med 16 invånare per kvadratkilometer.